# Werner Luginbühl

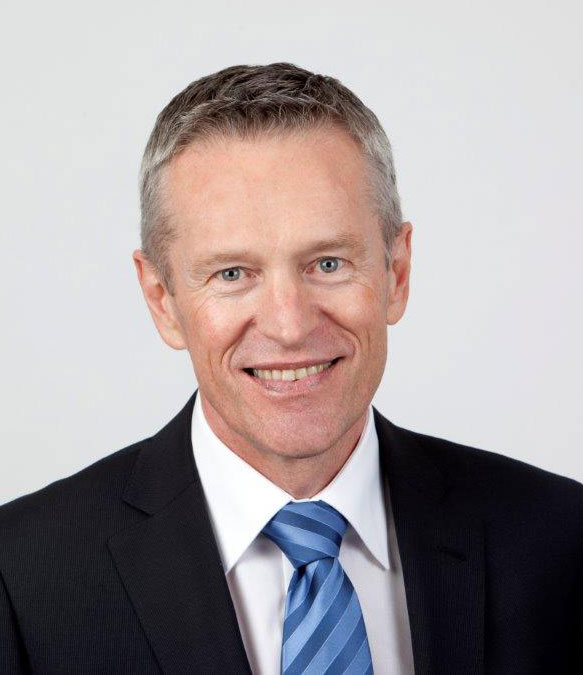
Werner Luginbühl

Werner Luginbühl (* 4. Januar 1958 in Krattigen; heimatberechtigt ebenda) ist ein Schweizer Politiker (BDP, zuvor SVP). Er ist seit März 2020 Präsident der Eidgenössischen Elektrizitätskommission (ElCom).

## Leben
Werner Luginbühl besuchte die Schulen in Krattigen und Aeschi und absolvierte danach eine Berufslehre als Heizungszeichner. Nach einem höheren Wirtschaftsdiplom und dem Führungsnachdiplom der Universität Freiburg war er von 1983 bis 1988 Geschäftsführer und Mitinhaber eines Ingenieurbüros und ab 1989 bis 1993 Geschäftsführer der Bergregion Thun-InnertPort und des Planungsvereins Gürbetal. Von 1987 bis 1994 war er Gemeinderat und Gemeindepräsident von Krattigen, von 1994 bis 1998 Partei- und Fraktionssekretär der SVP des Kantons Bern. Am 19. April 1998 wurde er in den Regierungsrat gewählt, wo er die Justiz-, Gemeinde- und Kirchendirektion (JGK) übernahm und dieses Amt bis 2007 ausübte.
Ab 1994 war er Mitglied der SVP, die er im Juni 2008 zugunsten der von ihm mitgegründeten Bürgerlich-Demokratischen Partei verliess.
Am 21. Oktober 2007 wurde er als Mitglied des Ständerates für den Kanton Bern gewählt. Am 20. November 2011 wählten ihn die Berner Stimmberechtigten mit über 216'000 Stimmen für weitere vier Jahre. Am 15. November 2015 wurde er im zweiten Wahlgang für eine weitere Amtsperiode im Ständerat wiedergewählt. Anfang 2019 kündigte Luginbühl an, nicht mehr für eine weitere Amtszeit zu kandidieren.
Seit 1. März 2020 ist er in Nachfolge von Carlo Schmid-Sutter Präsident der Eidgenössischen Elektrizitätskommission (ElCom). Er wurde vom Bundesrat bis Ende 2023 gewählt.